# Vicente Boluda
Vicente Boluda Fos (Valencia, 31 marzo 1955) è un imprenditore, avvocato e armatore spagnolo, ex presidente del Real Madrid.

## Biografia

### Formazione e carriera
Amministratore delegato e azionista di maggioranza del gruppo Grupo Boluda, è laureato in giurisprudenza presso Universidad Complutense de Madrid ed ha conseguito master in diritto della navigazione. È giunto a possedere la più grande flotta controllata da un singolo datore di lavoro in tutta Europa, la seconda al mondo per rimorchiatori e la terza del continente specializzata nei salvataggi marittimi, con un fatturato annuo di circa 450 milioni di euro.
Nella sua carriera è stato anche consulente del ministero della Difesa e Agente della sicurezza marina. È stato anche presidente del Aguas de Valencia (AVSA) fino al luglio 2007 sostituito poi da Eugenio Calabuig Gimeno.

## Real Madrid
Si è insediato il 16 gennaio 2009 a seguito delle dimissioni dell'ex presidente Ramón Calderón.
Il 1º giugno 2009 ha lasciato il suo incarico nelle mani di Florentino Pérez.